# Музей фонда Бейелер
Музей фонда Бейелер (иногда Музей фонда Бейелера; нем. Fondation Beyeler) — художественный музей в швейцарском городе Риэн (полукантон Базель-Штадт), созданный в 1982 и открытый в здании, построенном по проекту архитектору Ренцо Пиано, в 1997 году; основу музейного фонда составляет коллекция произведений классического модернизма и современного искусства, собиравшаяся супругами Хильди и Эрнстом Бейелерами в течение пяти десятилетий; в 2016 году музей посетили 332 000 человек.

## История и описание
Фонд Бейелер был основан в 1982 году; он владеет коллекцией произведений искусства, собранной супругами Хильди и Эрнстом Байелерами за период в 50 лет. Сама частная коллекция была впервые показанная широкой публике в 1989 году — в Центре искусств королевы Софии; собрание фокусируется на работах классического модернизма и произведениях современном искусстве. Первым директором фонда был сам Эрнст Байелер; 1 апреля 2003 года его сменил Кристоф Витали, а с января 2008 года данный пост занимает куратор Сэм Келлер (род. 1966).
В 1994 году итальянскому архитектору Ренцо Пиано было поручено построить зданий для коллекции, которое бы сделало её доступной для широкой аудитории; музей был открыт 18 октября 1997 года в парке Бероуэргутс, расположенном в городе Риэн (полукантон Базель-Штадт). Здание длиною в 127 метров расположено вдоль оживленной улицы Базельштрассе; от шума оно защищено специальной стеной. В 2016 году музей, имеющий общую выставочную площадь в 3800 квадратных метров, насчитывал 332 000 посетителей. В январе 2015 года фонд объявил о намерении построить дополнительное помещение (пристройку) в соседнем бывшем частном парке Иселин-Вебер (Iselin-Weber-Park). В сентябре 2016 года жюри выбрало проект предложенный швейцарской архитектурной фирмой «Peter Zumthor & Partner».
Коллекция Бейелер насчитывает около 250 произведений искусства, отражающих персональные взгляды пары владельцев на искусство XX века. Среди прочих авторов, в собрании представлены работы Дега, Сезанна, Моне, Руссо, Ван Гога, Кандинского, Матисса, Леже, Джакометти, Пикассо, Миро, Колдера, Клее, Эрнста, Мондриана, Уорхола, Лихтенштейна и Бэкона. Специальные комнаты «Rothko Rooms» содержат работы Марка Ротко. Произведения современного искусства «сопоставлены» 25 историческими объектами, созданными в племенах из Африки, Океании и Аляски.